# ティルトアップ
ティルトアップ（英語: tilt up）

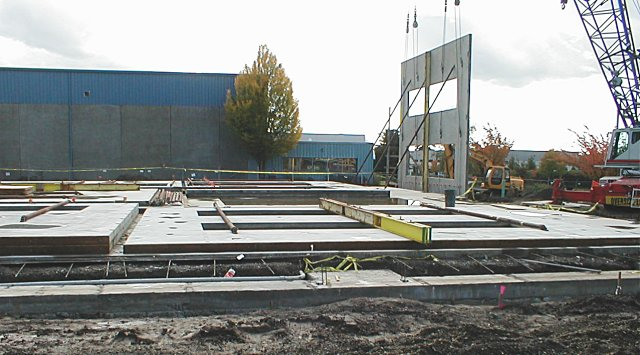
ティルトアップによる建築現場

1. ビデオ撮影でのカメラワークの一つ。はじめ足元を映しそのままカメラを上に向ける撮影方法。人物の衣装を見せたい時に使う撮影方法
2. ティルトスラブまたはティルトウォールともいい、コンクリートを使用した建物および建設技術の一種。本項で紹介

ティルトアップ、 ティルトスラブまたはティルトウォール（Tilt-up, tilt-slab or tilt-wall）は、コンクリートを使用した建物および建設技術の一種。地震時の性能が低いため、古い建物では大幅な耐震補強が義務付けられている。

## 注
1. ↑  Glass, J. (August 2000). “Wall panel renaissance: the benefit of tilt-up concrete construction”. Proceedings of the Institution of Civil Engineers - Structures and Buildings 140 (140):  277. doi:10.1680/istbu.2000.32599.
2. ↑  Reitherman, Robert (2012). Earthquakes and Engineers: An International History. Reston, VA: ASCE Press. p. 347. ISBN 9780784410714.  オリジナルの2012-07-26時点におけるアーカイブ。